# Kethel
Kethel was een zelfstandig dorp ten noorden van Schiedam.
Kethel was de kern van de voormalige gemeente Kethel en Spaland die in 1941 werd geannexeerd door Schiedam. Een bijzonderheid van Kethel was dat het twee kernen had:
- de oude kern zoals die zich nog steeds bevindt rond de Dorpskerk. De bouw van deze kerk dateert vermoedelijk uit 1225-1250 en verving de "Kapel van Willibrord" (anno 1164). Deze van oorsprong katholieke kerk is sinds 1578 een hervormde kerk.
- een nieuwere kern, Kerkbuurt, ligt ten noordoosten van de oude kern bij de huidige katholieke Sint-Jacobuskerk uit 1890, een ontwerp van architect A.C. Bleijs.

Beide kerken zijn rijksmonument en Kethel heeft de status van beschermd dorpsgezicht.
Daarnaast hoorde de oude buurtschap Windas aan de Poldervaart ook tot Kethel. Hiernaar verwijst nog de naam van de Windas-brug over de Poldervaart.

## Geschiedenis
- In het jaar 1164 werden Kethel en Spaland getroffen door een overstroming.
- Rond 1574 werd het dorp tijdens de Tachtigjarige Oorlog verwoest door de Spanjaarden door het openzetten van de sluizen.
- In 1941 hielden Kethel en Spaland op te bestaan als gemeente, samen met de naburige gemeenten Overschie en Vlaardinger-Ambacht. Het leeuwendeel werd geannexeerd door Schiedam, met de in Spaland liggende Vlaardinger-Ambachtse enclaves. Het noordoostelijk deel, de Abtspolder, werd geannexeerd door Rotterdam, evenals het oostelijk deel van de aangrenzende Noord-Kethelpolder, ingesloten door de spoordijk van het traject Schiedam-Delft en de Schie.

## Burgemeesters
Tot de inlijving van Nederland bij Frankrijk op 9 juli 1810 werd Kethel bestuurd door een schout en schepenen. Daarna kwam er een maire. Deze moest, samen met de 'Conseil Municipal' (gemeenteraad) het bestuur en de administratie van de gemeente uitoefenen. De rechtspraak werd een rijksverantwoordelijkheid, dus de rechtbank werd opgeheven.
Op 21 oktober 1811 werd bij Keizerlijk Decreet Spaland aan de gemeente Kethel toegevoegd, net als Nieuw Mathenesse. Na het vertrek van de Fransen in 1813 verdween de gemeenteraad weer en kreeg het stadsbestuur de oude vorm terug, met een schout, ook wel president genoemd, die tevens secretaris was. Pas in 1825 kreeg Kethel haar eerste burgemeester. Na het invoeren van de nieuwe Grondwet van Thorbecke in 1848 werden de stadsbesturen overal op dezelfde manier samengesteld.

### Ambtsketen
Na de annexatie verhuisde de toenmalige burgemeester Van der Lip met zijn gezin naar Santpoort, en nam zijn ambtsketen mee. Verzoeken om de keten in te leveren negeerde hij. Bij een onderzoek in 1947 verklaarde Van der Lip dat het annexatiebesluit van 1941 geen rechtsgrond had, en hij dus nog steeds de burgemeester van Kethel en Spaland was. Uiteindelijk oordeelde de rechtbank van Haarlem op 30 maart 1948 dat de ambtsketen aan de gemeente Schiedam moest worden afgestaan.

## Kethel als wijk van Schiedam
Tegenwoordig is Kethel met Groenoord, Woudhoek en Spaland/Sveaparken een van de wijken van Schiedam-Noord. Het omvat onder meer het voormalige dorp (onder de naam Kethel-dorp) en Tuindorp van architect Frans Welschen, de oudste nieuwbouwwijk van Schiedam-Noord, als enkele van de buurten waarin het is onderverdeeld. De nabijgelegen Ketheltunnel en het verkeersknooppunt Kethelplein, waar de autosnelwegen A4 en A20 elkaar kruisen, ontlenen hun naam aan het oude dorp.
Bij de herziening van de wijkindeling in december 2010 is het industriegebied 's-Gravelandsepolder en het Schiedamse deel van de Spaanse Polder, die tezamen een afzonderlijke wijk vormden en de Polderwetering, met onder andere de Polderweg, bij de wijk Kethel gevoegd.
Op 17 november 2012 werd een kopie van de gietijzeren dorpspomp feestelijk teruggeplaatst op de centrale plaats in het dorp, waar van 1896 tot 1914 de originele Verspeekpomp heeft gestaan, die water aftapte uit de nabijgelegen Poldervaart. De oorspronkelijke pomp was door de katholieke wethouder Verspeek en de gereformeerde burgemeester Mazel van de toenmalige gemeente Kethel en Spaland geplaatst en verdween weer toen Kethel werd aangesloten op het waterleidingnet van Schiedam.

## Geboren
- Arend Odé (1865-1955), beeldhouwer
- Arie Rip (1941), emeritus hoogleraar 'Filosofie van Wetenschap en Techniek'

## Galerij

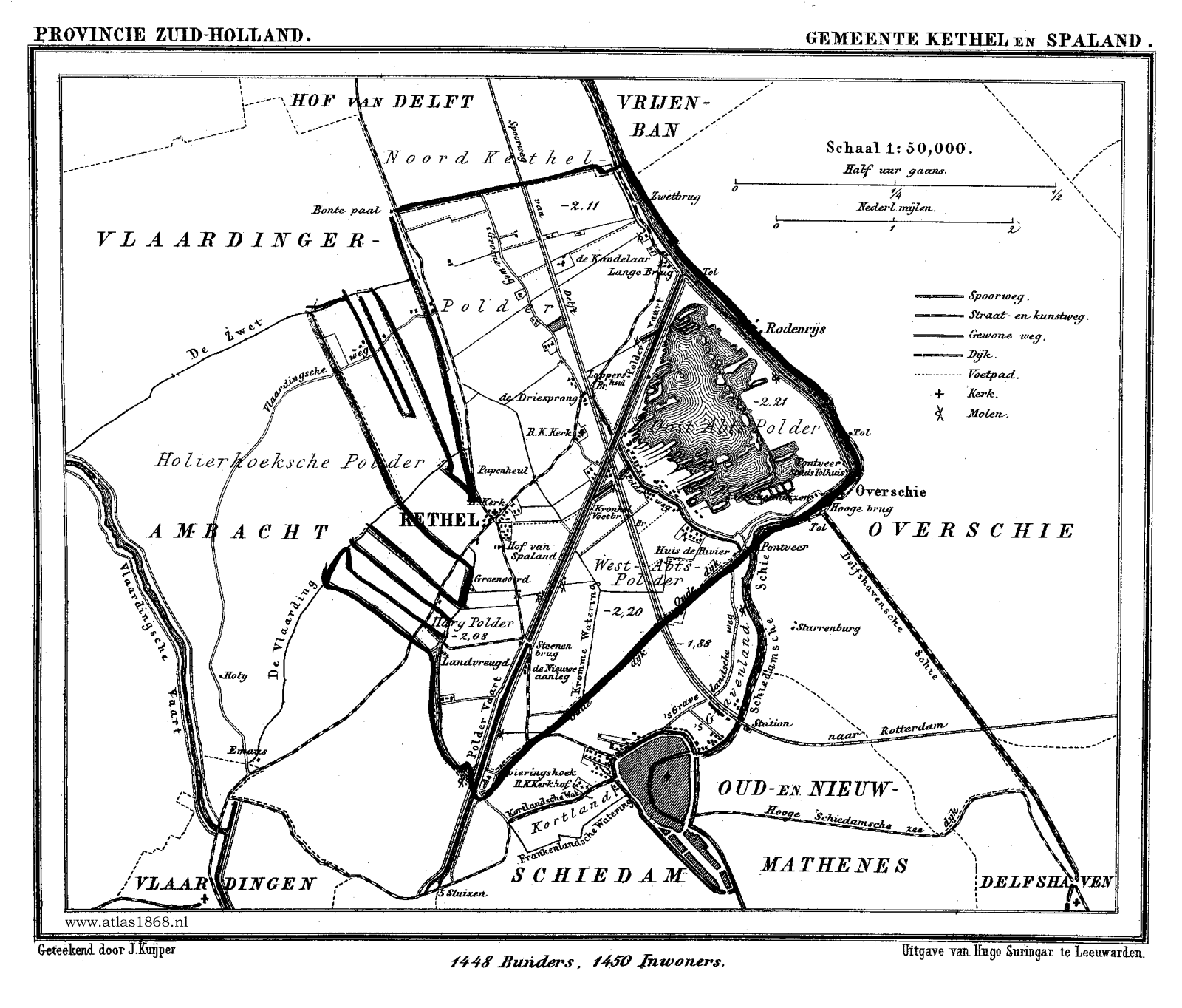
Kaart gemeente Kethel en Spaland
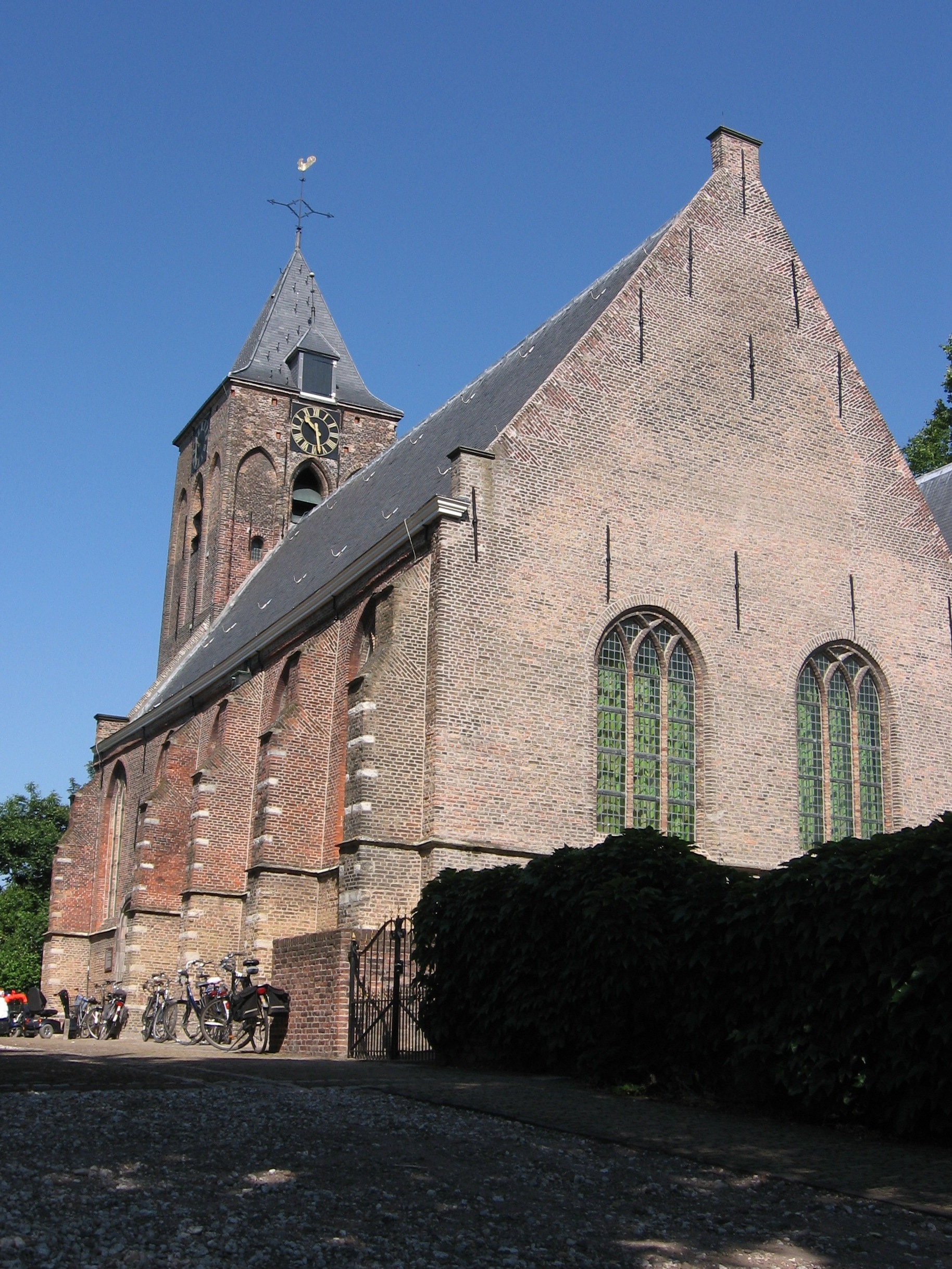
Hervormde Kerk van Kethel (dorpskerk)
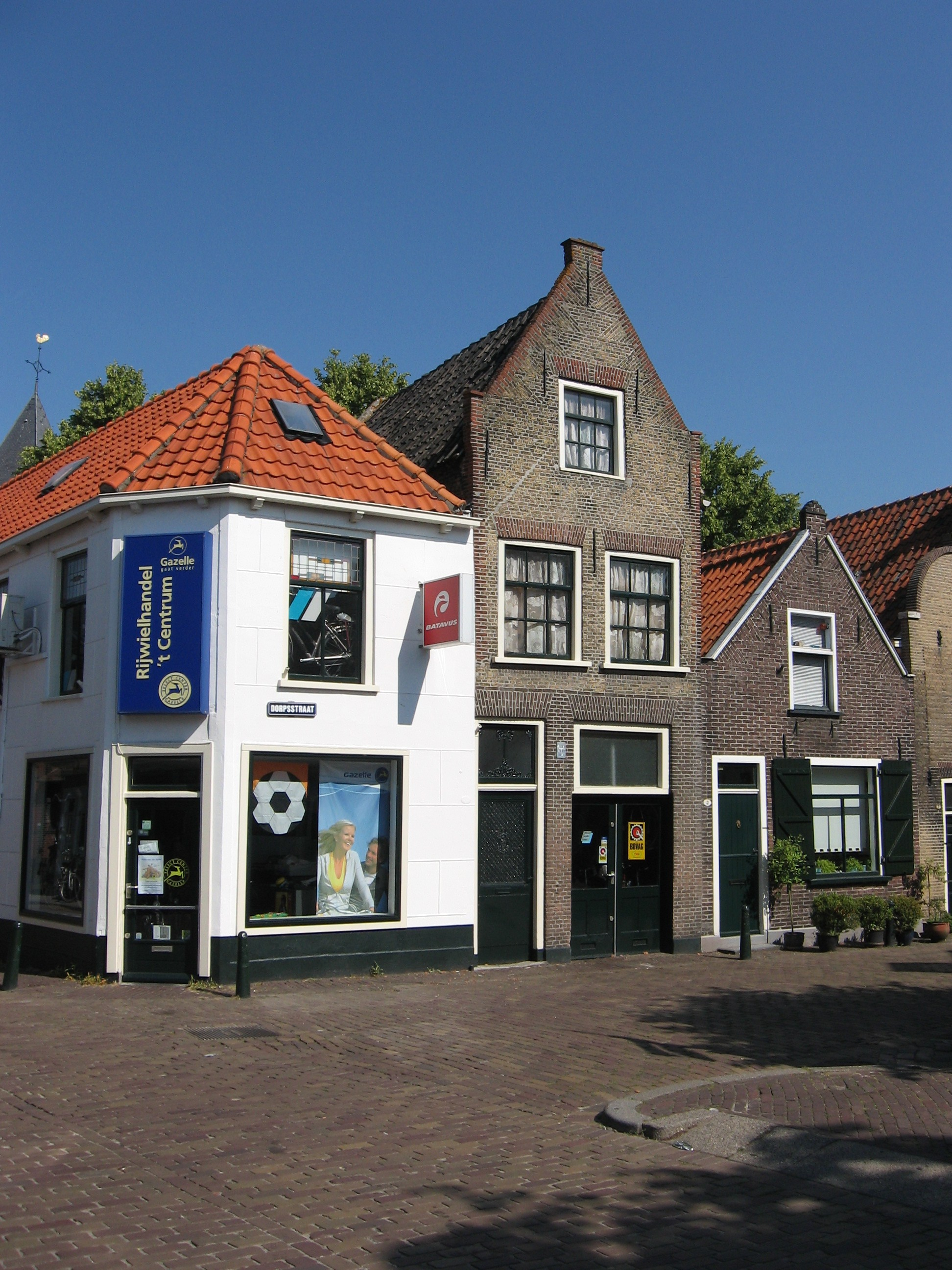
Dorpsstraat
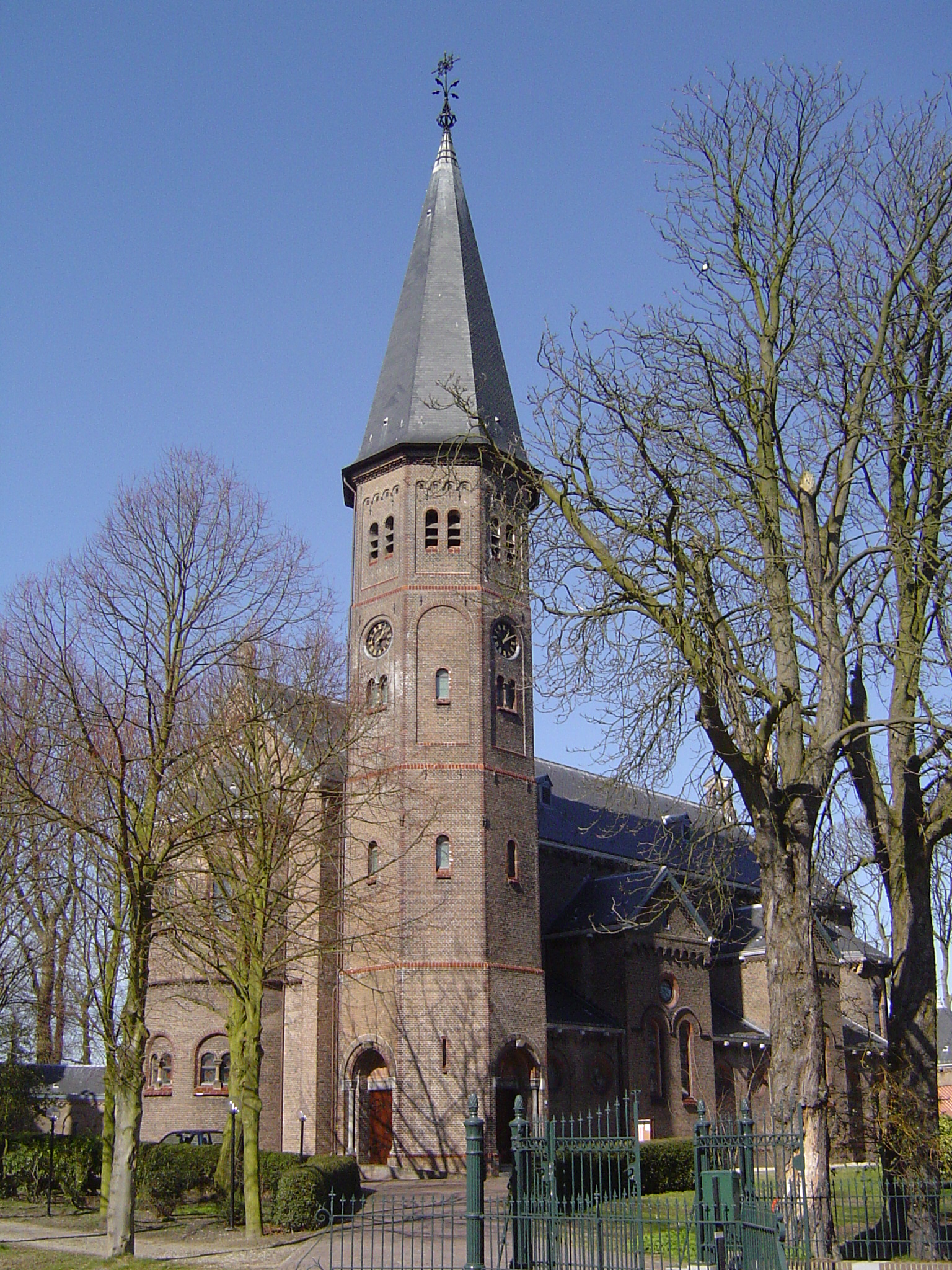
De katholieke Sint-Jacobuskerk